# Flavors of entanglement
Flavors of Entanglement es el séptimo álbum de estudio y el quinto publicado internacionalmente de la cantante canadiense Alanis Morissette.
Fue lanzado al mercado en junio de 2008 y contiene 11 canciones. Del mismo han sido editados tres sencillos: Underneath, «Not as we» y «In praise of the vulnerable man».
El álbum se grabó durante 2007, primero se escribieron 12 en Los Ángeles y después Alanis viajó a Londres a grabar otras 12 canciones.
Las letras se incubarón durante la finalización del compromiso de Alanis Morissette y Ryan Reynolds.
En el mismo contó con las colaboraciones de los productores Guy Sigsworth (quien ha trabajado con varios artistas como Björk y Madonna) y Mike Elizondo (quien trabajó con Eminem). La música es de los propios Morissette y Sigsworth, siendo las letras únicamente de la cantante.
En este álbum musical Morissette experimenta nuevos sonidos como el folk y el pop, además de Hip Hop e instrumentos orgánicos, y la inclusión de orquestación en algunas de las canciones.
El álbum fue premiado como el mejor Álbum Pop del Año 2009 en los premios Juno, equivalente a los Grammys canadienses.
Alanis presentó las canciones de este nuevo álbum en una gira conjunta junto a Muthe Math y Matchbox Twenty por Usa durante la primera temporada del 2008. Terminada la gira, Alanis viajó a Europa para dar comienzo a la gira durante verano para en septiembre empezar la gira estadounidense que terminó en noviembre en su ciudad de residencia.
El álbum debutó en el número 8 del Billboard 200 vendiendo 70 576 copias en su primera semana. Hasta diciembre de 2008 el álbum había vendido 300 000 copias en los Estados Unidos y 1 000 000 a nivel Mundial.
Con este álbum, Alanis realizó una gira por Europa, Estados Unidos, Canadá y América Latina, titulado Flavors Of Entanglement Tour.

## Lista de canciones
- 1. "Citizen of the Planet" - 4:23
- 2. "Underneath" - 4:10
- 3. "Straitjacket" - 3:10
- 4. "Versions of Violence" - 3:37
- 5. "Not as We" - 4:46
- 6. "In Praise of the Vulnerable Man" - 4:10
- 7. "Moratorium" - 5:36
- 8. "Torch" - 4:51
- 9. "Giggling Again for no Reason" - 3:50
- 10. "Tapes" - 4:27
- 11. "Incomplete" - 3:31

### Edición Deluxe
- 1. "Orchid"
- 2. "The Guy Who Leaves"
- 3. "Madness"
- 4. "Limbo no More"
- 5. "On the Tequila"

### Sencillos
- "Underneath"
- "In Praise of the Vulnerable Man" (En Europa)
- "Not as we" (En EE. UU.)

### Lados-B
- "20/20"
- "It's a Bitch to Grow Up"
- "Underneath" (Josh Harris Club remix)
- "Underneath" (John Dahlback remix)
- "Break"
- "I am"
- "Wounded Leading Wounded"
- "Asylum"
- "Separate"

## Posicionamiento
| Listas (2008)                           | Posición | Ventas  |
| --------------------------------------- | -------- | ------- |
| Argentina Albums Chart                  | 5        | 5,000   |
| Australia Albums Chart                  | 17       | 17,000  |
| Austria Albums Chart                    | 3        |         |
| Belgica Albums Top 50 (Wallonia)        | 5        |         |
| Belgica Albums Top 50 (Flanders)        | 8        |         |
| Canada Albums Chart                     | 2        | 30 000  |
| European Hot 100 Albums                 | 3        | 160,000 |
| Francia Albums Chart                    | 6        | 25,000  |
| Alemania Albums Chart                   | 8        | 15,000  |
| Italy Albums Top 50                     | 7        | 24,428  |
| Irlanda Albums Chart                    | 32       |         |
| Japon Oricon International Albums Chart | 17       | 10,000+ |
| Portugal Albums Chart                   | 30       |         |
| España Albums Chart                     | 30       |         |
| Suiza Albums Chart                      | 1        |         |
| UK Albums Chart                         | 15       | 50,000  |
| U.S. Billboard 200                      | 8        | 300,000 |
| U.S. Top Comprehensive Albums           | 8        |         |
| U.S. Top Digital Albums                 | 2        |         |
| U.S. Top Rock Albums                    | 3        |         |
| Norwegian Album Chart                   | 12       |         |

## Posicionamiento de sencillos
| Año  | Single                            | Posicionamiento | Posicionamiento   | Posicionamiento   | Posicionamiento | Posicionamiento | Posicionamiento | Posicionamiento |
| Año  | Single                            | CAN             | U.S. Adult Top 40 | Billboard Hot 100 | Billboard Dance | ITA             | UK              | GER             |
| ---- | --------------------------------- | --------------- | ----------------- | ----------------- | --------------- | --------------- | --------------- | --------------- |
| 2008 | Underneath                        | 15              | 27                | —                 | 45              | 8               | 99              | 32              |
| 2008 | "In Praise of the Vulnerable Man" | —               | —                 | —                 | —               | —               | —               | —               |
| 2008 | "Not as We"                       | —               | —                 | 122               | —               | —               | —               | —               |